# RAMZES666
Рома́н Андре́евич Кушнарёв (род. 25 апреля 1999, Новокузнецк, Кемеровская область) — российский профессиональный киберспортсмен в дисциплине Dota 2, также известный как RAMZES666. В 2019 году стал самым влиятельным киберспортсменом на постсоветском пространстве по версии журнала Forbes.

## Ранние годы
Роман родился в Новокузнецке. До 14 лет занимался спортом, в основном футболом и боксом, однако впоследствии увлёкся компьютерными играми. Свое знакомство с геймингом он начал в компьютерном клубе, где проводил большую часть свободного времени. Там он играл с друзьями в Counter-Strike, Warcraft III, а позже познакомился с DotA. В возрасте 15 лет он под никнеймом RAMZES666 посетил свой дебютный LAN-турнир по только что вышедшей Dota 2, где занял второе место. Роман продолжил занятия киберспортом и присоединился к любительской команде ScaryFaceZ в апреле 2015 года.

## Профессиональная карьера

### Начало карьеры в Dota 2
В составе ScaryFaceZ Роману удалось занять призовое место на локальном турнире в Новокузнецке, после чего его заметил опытный игрок Андрей «ALWAYSWANNAFLY» Бондаренко. По его приглашению RAMZES666 в сентябре 2015 присоединился к команде CIS Rejects. Рамзес и его команда отобрались на престижный международный турнир StarLadder i-League StarSeries Season 1, после чего их подписала только что созданная организация Team Spirit.

### Team Spirit
Состав Team Spirit уверенно победил в европейских квалификациях к MDL 2015 Winter, однако на самом турнире команда заняла лишь 9-10 место. В начале 2016-го Team Spirit отобралась на престижное соревнование Shanghai Major, ставшее первым крупным турниром в карьере Романа. В Китае коллектив занял последнее место, что привело к изменениям в составе и уходу Рамзеса из команды.

### Team Empire
В марте 2016 года Роман принял приглашение Team Empire. С ней он вышел на второй крупный турнир в своей карьере — Manila Major. Сыграться команде тоже не удалось — состав показал неудовлетворительный результат, заняв 9-12 место. Далее Team Empire неудачно выступила на квалификациях к The International 2016 и не смогла выйти на главный турнир года. Несмотря на неудачи команды, Роман отличился сильным индивидуальным выступлением.

### Virtus.pro
В августе 2016-го Рамзес перешёл в клуб Virtus.pro, получивший за год до этого крупные инвестиции от USM Holdings. Переход тяжело воспринимался в его прошлой команде и едва не привёл к судебному разбирательству, однако был урегулирован. Роман начал выступать под руководством опытного капитана Алексея «Solo» Березина. С первых же матчей состав начал прогрессировать: отобрался через квалификации на The Summit 6, где занял первое место, обыграв в том числе действующих победителей The International 2016 — команду Wings Gaming.
Новообразованный состав показал неплохой результат и на Boston Major, финишировав на 5-8 месте. Уже на следующем соревновании Kiev Major в 2017 году Virtus.pro заняла второе место, в упорной борьбе уступив со счётом 2:3 клубу OG, и заработала 500 тысяч долларов за второе место. В русскоязычном геймерском сообществе высказывались мнения, о том, что команду ждёт большое киберспортивное будущее, а аналитики отметили феноменальную игру Рамзеса. Новые результаты не заставили себя ждать: коллектив выиграл Кубок России и занял первое место на The Summit 7.
После череды успехов VP получила прямое приглашение на главный чемпионат 2017 года — The International, на который долго пытался пробиться Рамзес с предыдущими командами. В нижней сетке турнира коллектив Романа выбили будущие чемпионы из Team Liquid, и ростер занял 5-6 место, что для новой команды считается высоким достижением.
В октябре 2017 года команда выиграла первый мейджор нового сезона ESL One Hamburg 2017. Спустя 3 месяца, в феврале, в список добавилась победа на ещё одном мейджоре ESL One Katowice 2018, а затем на The Bucharest Major 2018 и ESL One Birmingham 2018. В том же месяце Рамзес собрал российскую сборную из четырёх игроков VP на WESG — ежегодный международный чемпионат по компьютерным играм. Вместе с ним Team Russia стала победителем турнира.

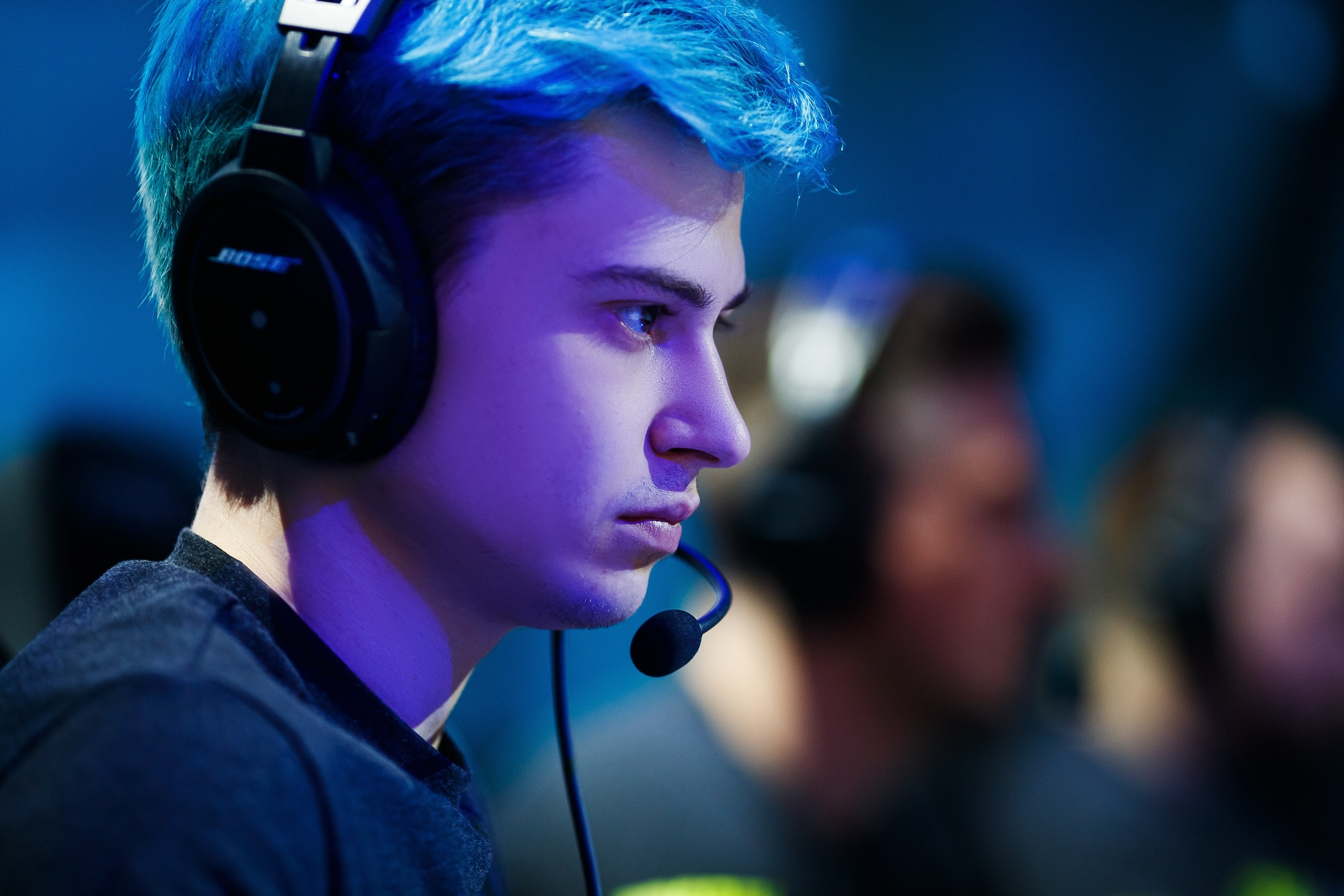
Роман Кушнарёв на турнире TI 2019

На последнем мейджоре перед TI состав занял 2 место, уступив действующим чемпионам мира из Team Liquid. К The International 2018 команда Рамзеса подошла в отличной форме, однако не смогла оправдать ожидания фанатов. После четырёх чемпионств по ходу сезона Virtus.pro финишировала лишь на 5-6 месте на самом важном турнире года, что расценивалось как неудача в сравнении результатом годом ранее.
В ноябре 2018 года Virtus.pro выиграла первый крупный турнир сезона The Kuala Lumpur Major, а затем завоевала серебро на The Chongqing Major и Stockholm Major. Осенью команда Романа снова отобралась на чемпионат мира WESG 2018 и остановилась на 3 месте.
Команда установила новый мировой рекорд — выиграла пять мейджоров, обогнав победителей TI 2018 из OG с их четырьмя победами. Этот рекорд удалось повторить лишь Team Secret в 2020 году.
На последнем мейджоре сезона Epicenter 2019 коллектив Романа вошел в топ-3, после чего киберспортсмену присвоили 1-й спортивный разряд по компьютерному спорту.
Последний The International команда Рамзеса провела в 2019 году. Virtus.pro финишировала на 9-12 месте — самом низком за три года. Осенью 2019-го в команде произошли изменения. Роман хотел сменить обстановку и понимал, что текущий этап его карьеры подошёл к концу, а потому покинул российский коллектив.

### Evil Geniuses
В сентябре Рамзес принял приглашение американской организации Evil Geniuses — чемпиона мира 2015 года, которая собрала именитый состав. Роман сменил позицию с керри (ведущего игрока) на оффлейнера (инициатора), чтобы попробовать себя в новой роли.
В новой команде Рамзес удачно начал сезон и занял второе место на The Leipzig Major, после чего все турниры перевели в онлайн в связи с принятыми в ряде стран запретами киберспортивных мероприятий. Из-за невозможности играть с коллективом на американском континенте в ноябре 2020 года Роман перешёл в запас клуба, а в феврале 2021-го стал свободным агентом.

### Just Error
Находясь в запасе команды Evil Geniuses, Рамзес вместе с бывшими игроками Virtus.pro собрал стак Just Error (команда без спонсорства организации). В этом составе он сыграл EPIC League Division 2 и остановился на 5—6 месте. Неудачное выступление в лиге привело к распаду состава.

### Natus Vincere
C 4 апреля 2021 года Роман играет в команде Natus Vincere.

### Virtus.pro
28 мая 2022 года стало известно о переходе Романа Кушнарёва в Virtus.pro — он заменил на позиции керри Ивана «Pure» Москаленко, которого исключили из ростера в апреле 2022 года. 18 октября он покинул команду.

### Darkside
C 7 декабря 2022 года Роман играет в команде Darkside. Также в состав вошли Максим «re1bl» Афанасьев, Владислав «DkFogas» Фролов, Владимир «RodjER» Никогосян и Акбар «SoNNeikO» Бутаев.

### HellRaisers
C 10 марта 2023 года Роман играет в команде HellRaisers, заменив прошлого игрока команды на позиции керри Никиту «Daxak» Кузьмина, покинувшего команду 5 февраля 2023 года.
2 апреля 2023 года стало известно, что состав HellRaisers полностью покинул организацию вместе с менеджментом.

### 9Pandas
17 апреля 2023 года состав ex-HellRaisers подписала организация 9 Pandas. 20 декабря 2023 года стало известно, что игрок покинул команду.

### L1GA TEAM
5 января 2024 года Роман анонсировал свой состав по Dota 2. 14 мая того же года он перешёл в Tundra Esports в качестве аренды на позицию оффлейнера, заменив ныне покинувшего состав Tobi.

### Tundra Esports
14 мая 2024 года был взят в аренду на позицию офлейнера. В июле того же года занял со своей командой 4 место на Riyadh Masters. В сентябре Роман занял третье место на The International 2024, проиграв в финале нижней сетки Gaimin Gladiators, что является лучшим результатом в карьере игрока. 18 сентября 2024 года аренда была окончена.

## Достижения
Роман один из игроков в СНГ, который выиграл пять мейджоров.

### Финансовые показатели
Согласно данным Esports Earnings, Рамзес занимает 45 строчку самых богатых киберспортсменов мира и четвёртое место среди игроков из России. За всю карьеру он заработал около $2 млн призовых без учёта заработной платы.

### Награды
В 2018 году RAMZES666 получил премию AdIndex Awards 2018 в номинации Esports Influencer 2018. В 2019-м он попал в список самых перспективных спортсменов и киберспортсменов моложе 30 лет по версии Forbes и возглавил список «героев завтрашнего дня» от РБК. Журнал Esquire назвал его одним из «12 апостолов нашего времени». В октябре 2019-го Рамзес возглавил рейтинг самых влиятельных лиц в киберспорте по версии Forbes.

## Медийная активность
Осенью 2018 года RAMZES666 стал амбассадором бренда Head & Shoulders и поучаствовал в съёмках рекламного ролика. В ноябре 2020 года с Романом начал сотрудничать спортивный бренд Nike, а в феврале 2021 он стал амбассадором киберспортивной линейки услуг от провайдера «Ростелеком». 18 июля 2022 года сеть ресторанов общественного питания KFC и Роман объявили о сотрудничестве. В личных социальных сетях киберспортсмен сообщил, что будет представлять этот бренд в качестве амбассадора.
В 2020 году студия спортивного дизайна Quberten разработала личный бренд для Романа «Ramzes666» Кушнарева. Логотипом бренда стали цифры 666, выполненные в стиле готики и уличной графики. Основной цвет логотипа — голубой — отсылается к самому популярному цвету волос киберспортсмена. Негативное пространство цифр на логотипе образовывает трезубец, который напоминает три линии на карте Dota 2. Цифры «6» на логотипе разделены на равные части и подчеркивают связь с написанием ника Ramzes.

## Скандалы
Румынский игрок Prym8Dota обвинял Рамзеса в расизме и заявлял, что тот назвал его «недочеловеком из страны 5-го мира».
«Мы все слышали про драму, которая разыгралась в последние несколько дней, и мне не нравится лицемерие от Solo по отношению к его тиммейту. RAMZES666 — один из самых токсичных игроков в пабах, к тому же и расист. Я не считаю себя святым, но это ненормально». — Prym8Dota
 В мае 2019 Роман извинился за свое поведение в матчмейкинге.